# 鹿児島市交通局9700形電車
鹿児島市交通局9700形電車（かごしましこうつうきょく9700がたでんしゃ）は、1998年に製造された鹿児島市交通局（鹿児島市電）の路面電車車両である。形式名は予算執行年度の1997年に由来する。

## 車両概説
1998年に9701, 9702の2両が登場した。車体デザインは9500形電車とほぼ同様である。制御方式・駆動方式は、9500形の直接制御方式の吊り掛け駆動から間接自動制御方式のカルダン駆動に変わっている。9700形以前の新製形式である2110形はVVVFインバータ制御を採用したが、9700形は抵抗制御に戻されている。ブレーキ方式は電気指令式電磁直通ブレーキで、回生ブレーキは装備しない。
集電装置は鹿児島市交通局初のシングルアーム式パンタグラフとなり、運転機器は両手、片手でも運転可能なワンハンドルマスコン（1軸ツーハンドルマスコン）となった。製造は9500形と同じアルナ工機である。製造は9500形の改造と並行して行われている。
塗装は、登場当時「いおワールドかごしま水族館」の開館を記念した塗装で、海をイメージさせる水色の帯が入れられていた。また、ドア横にはイルカのイラストも取り付けられていた。現在は全て広告塗装となっている。広告期限が切れて車両に関しては9500形と同様に交通局標準塗装となる。

## 改造
2005年頃、9702の行先表示装置が方向幕からLEDに改造された。1000形電車以前の車両では初のLED方向幕の装備となった。なお、鹿児島市交通局によるとこのLED方向幕は企業からの無償サービスで行っている。表示内容はレイアウトは1000形と7000形と共通である。

## 9500形との相違点

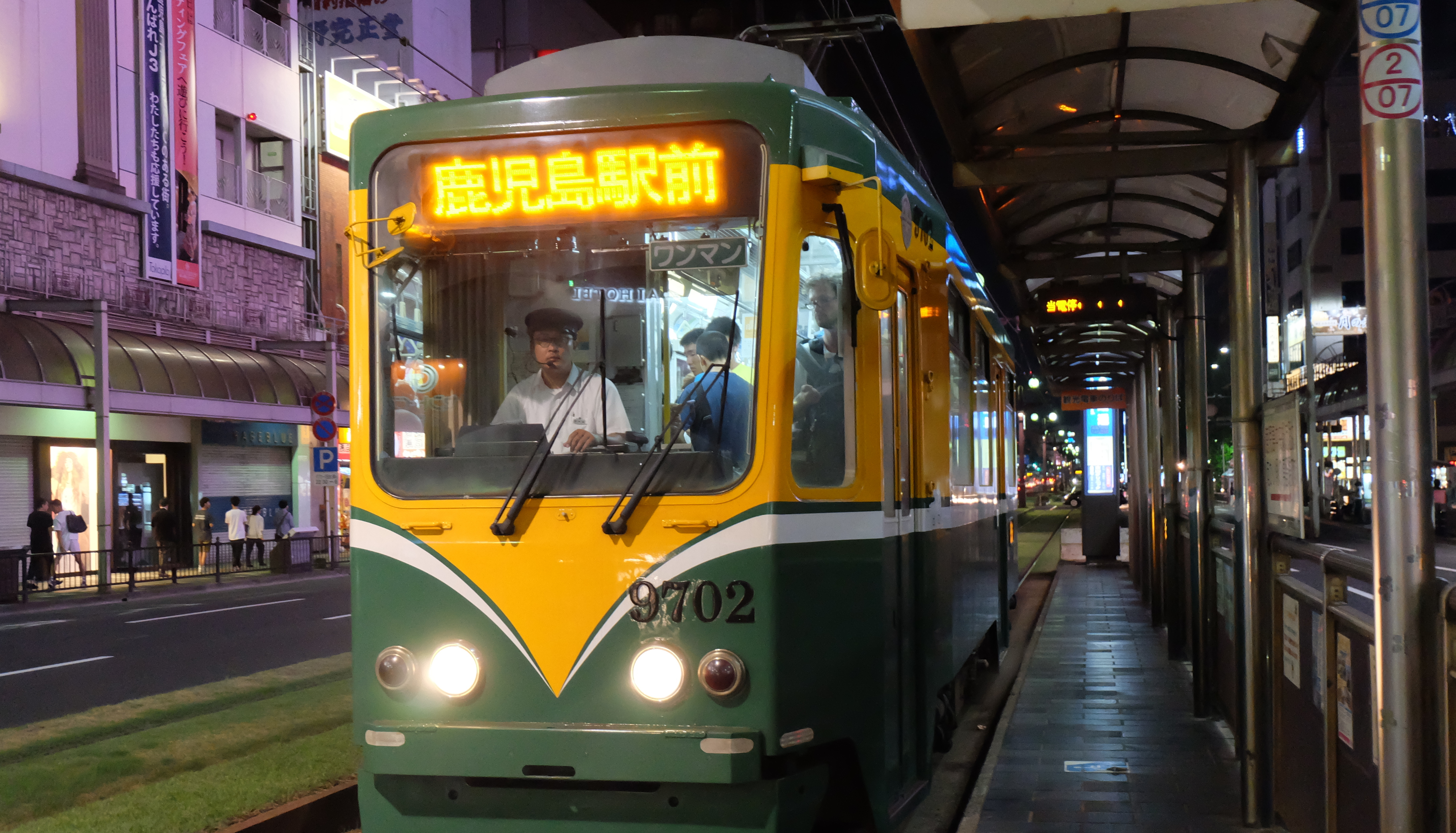
行先表示器がLEDに改造された姿（2016年8月14日）

制御機器類は上記のとおりであるため、ここでは外観上の相違点を述べる。
シングルアーム式に変更された集電装置以外にも車体側面に表記される切り抜き文字の車番と交通局き章が9500形は前ドア（降車ドア）横に表記されているのに対し、本形式では前ドア上部へ変更となっている。
さらに内装では側面窓が9500形はカーテンが横引き式であったのに対して本形式では縦引きのロールアップ式に変更されている。（本形式登場後に落成した9500形9512～9515も同様にロールアップ式になっている。）